# Slobodnica
Slobodnica is een plaats in de gemeente Sibinj in de Kroatische provincie Brod-Posavina. De plaats telt 1.592 inwoners (2001).